# هريس (إيران)
هريس (بالفارسية: هریس) هي منطقة سكنية تقع في إيران في البلدة المركزية. يقدر عدد سكانها بـ 9,513 نسمة .